# Morgan Plus 4 Tourer
La Morgan Plus 4 Tourer (ou Four Seater) est un cabriolet développé sur la base de la Morgan Plus 4, disposant de quatre places, et produit par Morgan Motor depuis 2006.
La voiture est construite selon le procédé développé dès les débuts de la marque (la première Morgan 4/4 date de 1936) : sur un châssis en acier (désormais galvanisé) composé de deux poutres longitudinales et de plusieurs traverses, est attaché un bâti en frêne, lui-même recouvert de la carrosserie,.